# Esperanza Spalding

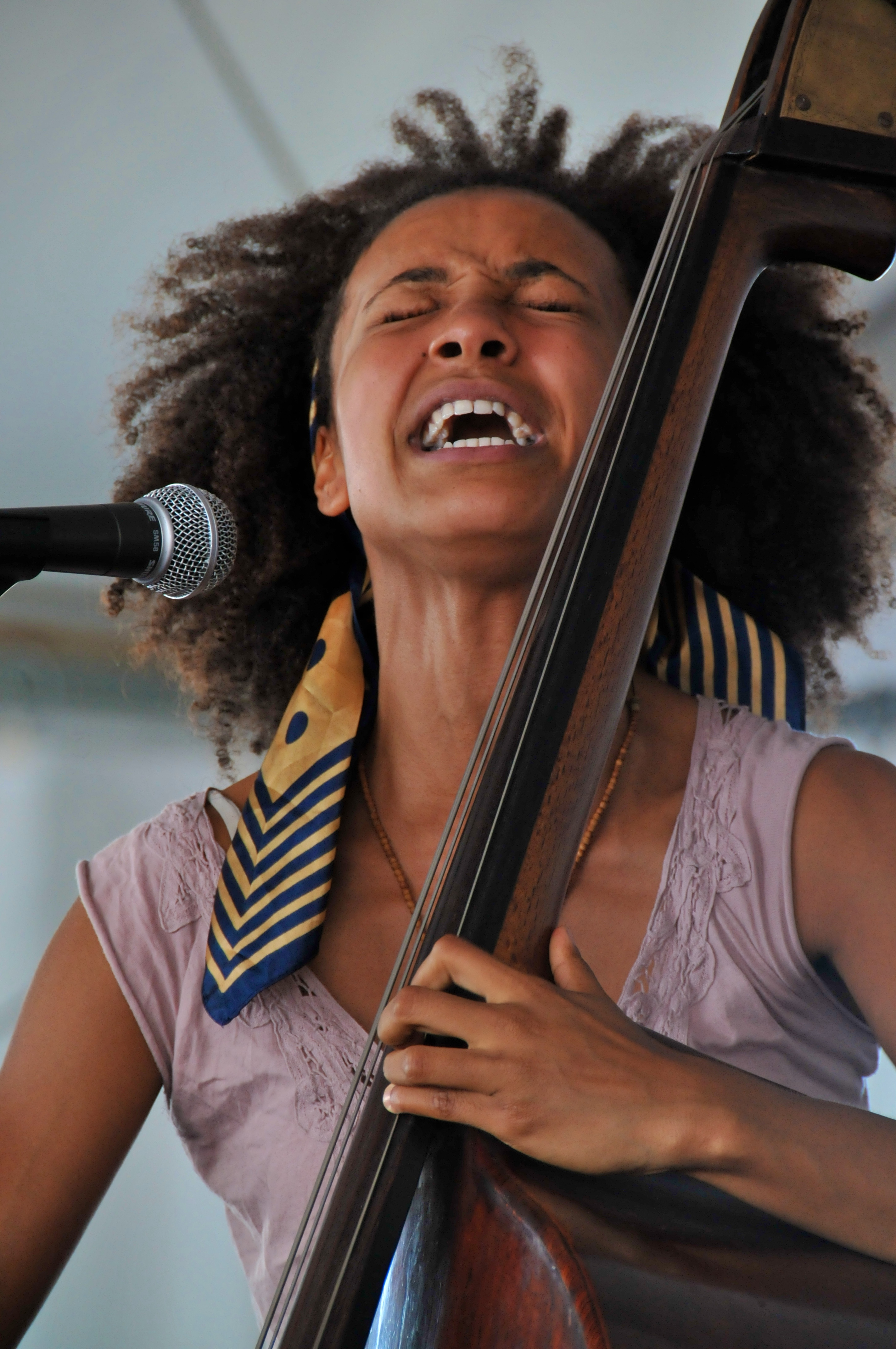
Spalding actuant al Newport Jazz Festival el 10 d'agost de 2008

Esperanza Spalding (Portland, 18 d'octubre de 1984) és una baixista, contrabaixista, compositora i cantant de jazz estatunidenca.
Ha guanyat cinc Grammy Awards, incloent el Grammy a la Millor Nova Artista en els 53ns Grammy Awards, essent la primera artista de jazz en guanyar-lo, una Boston Music Award i una Soul Train Music Award. També ha rebut dos doctor honoris causa: un de Berklee College of Music i un de California Institute of the Arts (CalArts).

## Biografia

### Infantesa i educació
Criada al barri King de Portland, Orgeon, un barri que ella va descriure com un "ghetto" i que feia "força por", va patir pneumònia crònica i artritis reumatoide juvenil degut a un transtorn de deficiència autoimmune, el que va fer que passés gran part de la seva educació elemental escolaritzada a casa, tot i passar també per la King Elementary School de Portland.
El seu pare era afroamericà i la seva mare de descendència gal·lesa, nativa americana i hispànica. Va ser criada i educada per la seva mare. Spalding també té interès en la música d'altres cultures incloent la de Brasil. Comentà que: "Amb les cançons portugueses, la frase i la melodia estan intrínsecament enllaçades amb l'idioma i això és bonic."
Des de ben petita Spalding va mostrar un talent per la música. Amb 4 anys va reproduir una peça de Beethoven d'oïda. Inspirada per una actuació de Yo-Yo Ma que va veure a la televisió, va aprendre de manera autodidacta a tocar el violí, i amb 5 anys va començar a tocar a la Chamber Music Society of Oregon, on als 15 anys va rebre la posició de concertino.
Va acudir a l'institut Northwest Academy amb una beca, on estudiar l'oboè i el clarinet. Un dia, mentre es saltava classe a l'institut, un professor li va ensenyar una línea de baix, el que va fer que s'enamorés de l'instrument. Amb aquesta línea de baix va aconseguir el seu primer concert, amb un grup de blues. Als 16 anys va abandonar l'institut i va obtenir una beca per a acudir a la Portland State University per a estudiar baix, on n'era l'estudiant més jove. Insatisfeta, als 17 anys va aplicar a la Berklee College of Music, on va obtenir una beca. Per tal de poder-se permetre el viatge, va haver d'organitzar un concert benèfic que, amb l'ajuda d'amics, va aconseguir recaptar prou diners.

### Carrera

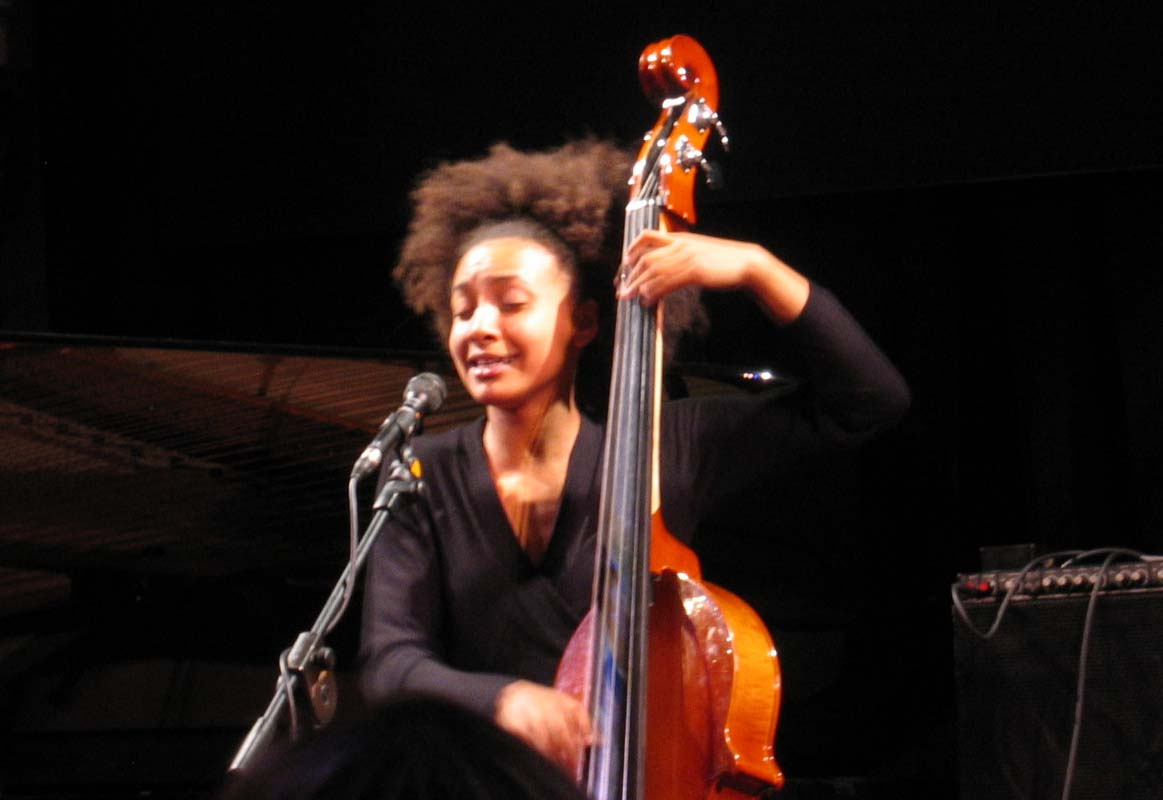
Spalding actuant a Umbria Jazz Festival a Perugia, Itàlia el 2007

Spalding es va graduar l'any 2005 de Berklee, en només 3 anys, i va començar a exercir com a professora de la universitat als 20 anys, esdevenint la professora més jove de l'escola. El mateix any va rebre una beca de la Boston Jazz Society.
Gary Burton, vicepresident executiu a Berklee, va dir el 2004 que Spalding tenia "un gran time feel, pot llegir amb confiança les composicions més complicades, i comunica la seva personalitat optimista en tot el que toca". Ben Ratliff va escriure al The New York Times el 9 de juliol de 2006 que "la veu d'Spalding pot cantar en veu baixa, gairebé en un somni" i que "Spalding inventa el seu propi espai femení, un so diferent de dalt a baix".
El seu primer àlbum, Junjo, va sortir el 18 d'abril de 2006, sota Ayva Music. L'àlbum reflectia el so del trio format per Spalding, Aruan Ortiz i Francisco Mela, professors de Berklee, i incloïa una mescla de composicions pròpies i versions d'artistes com Chick Corea.
El 20 de maig de 2008 va treure el seu segon àlbum, Esperanza, sota Heads Up International. Acompanyada de Leo Genovese, Otis Brown i Jamey Haddad, així com altres músics convidats, Spalding volia arribar a una audiència més àmplia, tot ressaltant les influències que l'havien marcat. L'àlbum va venir acompanyat per un èxit a les llistes de Billboard de jazz contemporani, on s'hi va estar durant 70 setmanes.
El 17 d'agost de 2010 Spalding va treure Chamber Music Society, el seu tercer àlbum d'estudi, sota Heads Up International. En aquest àlbum, en què Spalding és acompanyada per Leo Genovese, Terri Lyne Carrington, Quintino Cinalli, Entcho Todorov i Lois Martin, Spalding mostra el seu estil propi i l'evolució dels seus arrenjaments. Amb aquest àlbum, Spalding va guanyar el Grammy a la Millor Nova Artista l'any 2011.
El seu quart àlbum, Radio Music Society, va sortir el 20 de març de 2011, sota Heads Up International. Acompanyada de Leo Genovese, Terri Lyne Carrington, i molts altres músics, l'àlbum va donar a Spalding dos premis Premis Grammy. El primer, per Millor Àlbum de Jazz Vocal, i el segon per Millor Arrenjament Instrumental amb Acompanyament Vocal per la cançó "City of Roses".
Amb el seu cinquè àlbum, Emily's D+Evolution, llançat el 4 de març de 2016 sota Concord Records, Spalding va canalitzar el seu alter ego, "Emily", en un àlbum conceptual en què explora sonoritats de rock experimental, amb guitarres sorolloses i cant maníac. A més del contrast en estils musicals, Spalding va escollir una formació reduïda, formada per Matt Stevens i Karrien Riggin o Justin Tyson a la bateria.
El 16 de desembre de 2017 Spalding va treure el seu següent àlbum, Exposure, sota Concord Records. La creació d'aquest àlbum es va dur a terme en només 77 hores, que van ser retransmeses en directe a Facebook Live. Acompanyada de Ray Angry, Mathew Stevens i Justin Tyson, tots els temes es van compondre i gravar en la seva totalitat en el temps que va durar la retransmissió.

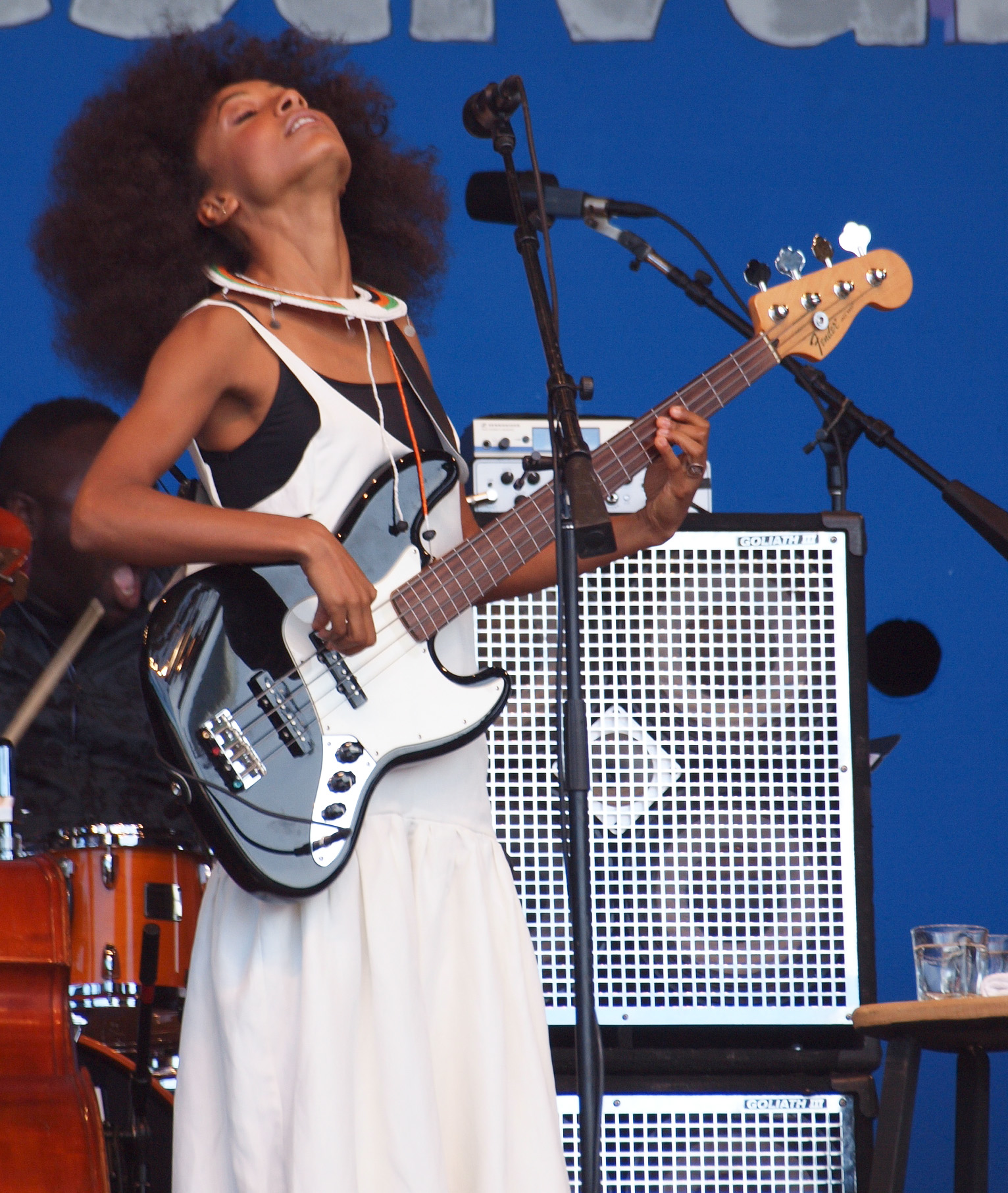
Esperanza Spalding actuant al Monterey (Calif.) Jazz Festival el 2012.

El setè àlbum d'Spalding, 12 Little Spells, va sortir el 19 d'octubre de 2018, sota Concort Records. Seguint la tendència cap a allò diferent, Spalding va voler desvincular-se de la identitat de "músic", per a ser associada a una identitat més experimental. Amb els seus companys ja habituals Mathew Stevens i Justin Tyson, així com amb una dotzena més de músics i una orquestra, Spalding va basar cada cançó de l'àlbum en una part del cos, i va voler reflectir les sensacions que sentia en pensar-hi. Als 62ns Premis Grammy, l'any 2020, l'àlbum va guanyar el Grammy al millor àlbum de jazz.
El 24 de setembre del 2021 Spalding va treure Songwrights Apothecary Lab, el seu vuitè àlbum, sota Concord Records. Basant-se en "els mars curatius del músic/musicalitat/cançó", Songwrights Apothecary Lab és un conjunt de peces que anomena formwelas, gravades en el seu "laboratori itinerant" en col·laboració amb una varietat de músics, investigadors i professionals. Similarment al seu últim àlbum, amb cada cançó Spalding buscava tenir un efecte profund a l'oient. Als 64ns Premis Grammy, l'any 2022, l'àlbum va tornar a rebre el Grammy al millor àlbum de jazz.
El seu següent àlbum, Live at the Detroit Jazz Festival, llençat el 9 de setembre de 2022, és una gravació en directe del concert que va fer al Detroit Jazz Festival de 2017 amb Wayne Shorter, Terri Lyne Carrington, i Leo Genovese. El concert, en honor a Geri Allen, va incloure cinc peces, tres escrites per Shorter, una per Milton Nascimento i una per Allen, i és l'última gravació de Shorter abans de la seva mort.
El 6 de gener de 2023, Spalding, en col·laboració amb Fred Hersch, va treure Alive at the Village Vanguard, sota Palmetto Records. Es tracta d'un altre àlbum en directe, gravat al Village Vanguard de Nova York. En aquesta actuació, Spalding no toca el baix, sinó que només canta, i l'actuació és improvisada.
El seu novè àlbum d'estudi, Milton + Esperanza, va sortir el 9 d'agost de 2024, sota Concord Records. En col·laboració amb Milton Nascimento, conté 16 composicions i estàndards. L'àlbum està dedicat a la memòria de Wayne Shorter, que va morir el març del 2023.

## Influències
Spalding sempre ha tingut interès en moltes cultures i vessants diferents de la música, més enllà dels seus estudis clàssics i de jazz. Comentà que "amb les cançons portugueses, el fraseig de la melodia està enllaçat intrínsicament amb l'idioma". Molts dels seus àlbums mostren influències de música bebop, rock, pop, afro-llatina, R&B, i altres estils que Spalding ha anat interioritzant i incorporant a la seva música.
Tot i ser classificada com a artista de jazz, ha expressat que la paraula "jazz" va deixar d'evolucionar als anys 60, i que, en classificar artistes tan diferents com Wynton Marsalis, Norah Jones, Maceo Parker o ella mateixa amb una mateixa paraula, aquesta ha deixat de tenir significat.
Spalding ha mencionat en gran varietat d'ocasions artistes que l'han inspirat i que han influït el seu estil personal. Ha mencionat a Stevie Wonder, Wayne Shorter i Dmitri Xostakóvitx com als seus compositors preferits, comentant que "escriuen molt orgànicament". També ha mencionat Milton Nascimento com a influència pivotal que ressona a través de la seva música, i s'inspira en cantants que "no son massa curosos i sonen com ells mateixos" com Betty Carter, Dakota Stanton, Maria João, Sarah Vaughan o Dinah Washington. També ha tingut influències de Sam Cooke, Smokey Robinson i Earth, Wind & Fire.

## Actuacions selectes

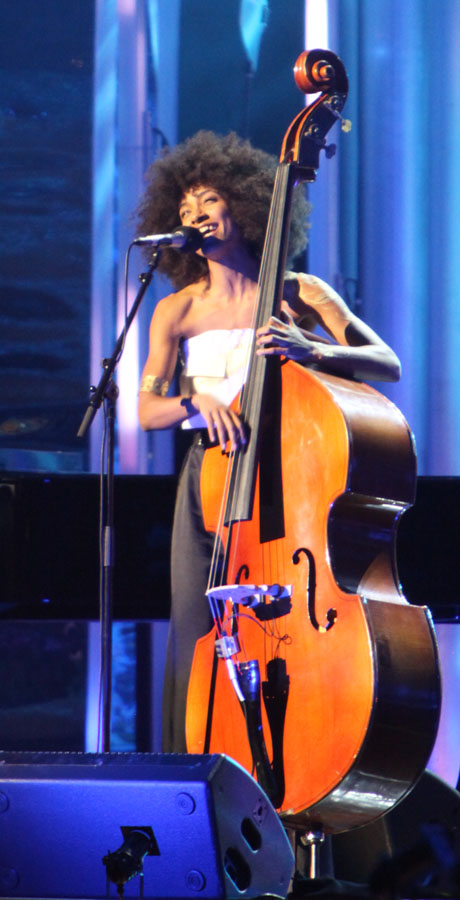
Spalding actuant el desembre de 2009 al concert dels Premis Nobel

No hi ha dubte que Spalding s'ha fet un nom a la indústria musical. Des de la seva victòria del Grammy l'any 2011, quan competia pel premi amb artistes com Justin Bieber, Drake, Mumford & Sons i Florence and the Machine, ha actuat a una gran varietat de programes, cerimònies i concerts de caràcter públic.
L'any 2009, Spalding va actuar als Premi Nobel d'Oslo. El mateix any, Spalding va actuar en dues ocasions a la Casa Blanca pel President dels Estats Units Barack Obama. En una d'aquestes actuacions, va versionar Overjoyed, d'Stevie Wonder. Més endavant, va actuar als BET Awards com a part del tribut a Prince.
També ha aparegut al programa de David Letterman, al Tavis Smiley Show, al Jimmy Kimmel Live!, al Austin City Limits i al Jay Leno's Tonight Show, entre d'altres.
A més, ha col·laborat en discs d'altres artistes, com The Electric Lady de Janelle Monáe, o Unorthodox Jukebox de Bruno Mars.

## Discografia
- Junjo (2006)
- Esperanza (2008)
- Chamber Music Society (2010)
- Radio Music Society (2012)
- Emily's D+Evolution (2016)
- Exposure (2017)
- 12 Little Spells (2018)
- Songwrights Apothecary Lab (2021)
- Live at the Detroit Jazz Festival (2022)
- Alive at the Village Vanguard (2023)
- Milton + Esperanza (2024)